# Zerbe Sextuplane
 (octobre 2024).
Pour les articles homonymes, voir Zerbe.
Le Zerbe Sextuplane était un avion non conventionnel des débuts de l'aviation, conçu par James Slough Zerbe vers 1908. L'appareil possédait six ailes, fortement décalées, montées au-dessus d'une structure sur laquelle le pilote était assis ; la propulsion était assurée par une seule hélice tractive. Aucun rapport sur les performances du Sextuplane n'est pas venu jusqu'à notre époque et l'histoire perd leurs traces.